# Mercedes-Benz R172
Mercedes-Benz R172 (eller Mercedes-Benz SLK-klass) är en sportbil som tillverkas av den tyska biltillverkaren Mercedes-Benz mellan 2011 och 2020.

## R172 SLK-klass (2011-15)
Versioner:
| Modell     | Årsmodell | Motor                      | Cylindervolym | Effekt | Bränslesystem            |
| ---------- | --------- | -------------------------- | ------------- | ------ | ------------------------ |
| SLK250 CDI | 2011-15   | OM651: 4-cyl radmotor DOHC | 2143 cm³      | 204 hk | Common rail turbodiesel  |
| SLK200 CGI | 2011-14   | M271: 4-cyl radmotor DOHC  | 1796 cm³      | 184 hk | Direktinsprutning, turbo |
| SLK200     | 2015      | M274: 4-cyl radmotor DOHC  | 1991 cm³      | 184 hk | Direktinsprutning, turbo |
| SLK250 CGI | 2011-14   | M271: 4-cyl radmotor DOHC  | 1796 cm³      | 204 hk | Direktinsprutning, turbo |
| SLK300     | 2015      | M274: 4-cyl radmotor DOHC  | 1991 cm³      | 245 hk | Direktinsprutning, turbo |
| SLK350 CGI | 2011-15   | M276: 6-cyl V-motor DOHC   | 3499 cm³      | 306 hk | Direktinsprutning        |
| SLK55 AMG  | 2012-15   | M152: 8-cyl V-motor DOHC   | 5461 cm³      | 422 hk | Direktinsprutning        |

## R172 SLC-klass (2016-20)
I samband med uppdateringen vintern 2015 bytte modellen benämning till SLC-klass.
Versioner:
| Modell    | Årsmodell | Motor                      | Cylindervolym | Effekt     | Bränslesystem            |
| --------- | --------- | -------------------------- | ------------- | ---------- | ------------------------ |
| SLC250 d  | 2016-17   | OM651: 4-cyl radmotor DOHC | 2143 cm³      | 204 hk     | Common rail turbodiesel  |
| SLC180    | 2016-19   | M274: 4-cyl radmotor DOHC  | 1595 cm³      | 156 hk     | Direktinsprutning, turbo |
| SLC200    | 2016-20   | M274: 4-cyl radmotor DOHC  | 1991 cm³      | 184 hk     | Direktinsprutning, turbo |
| SLC300    | 2016-20   | M274: 4-cyl radmotor DOHC  | 1991 cm³      | 245 hk     | Direktinsprutning, turbo |
| SLC350    | 2016-20   | M276: 6-cyl V-motor DOHC   | 3499 cm³      | 306 hk     | Direktinsprutning        |
| AMG SLC43 | 2016-20   | M276: 6-cyl V-motor DOHC   | 2996 cm³      | 367-390 hk | Direktinsprutning, turbo |

## Bilder

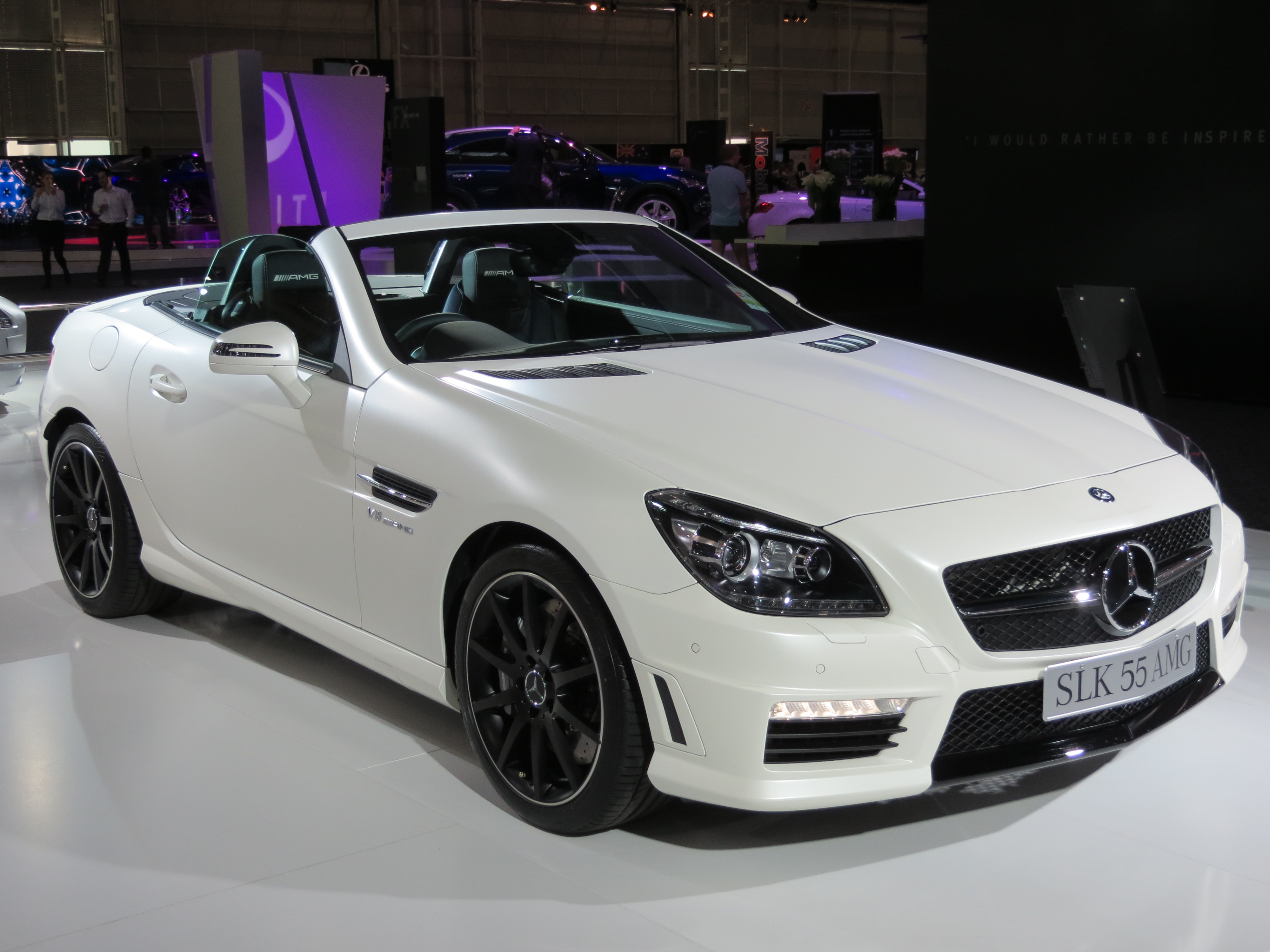
SLK55  AMG
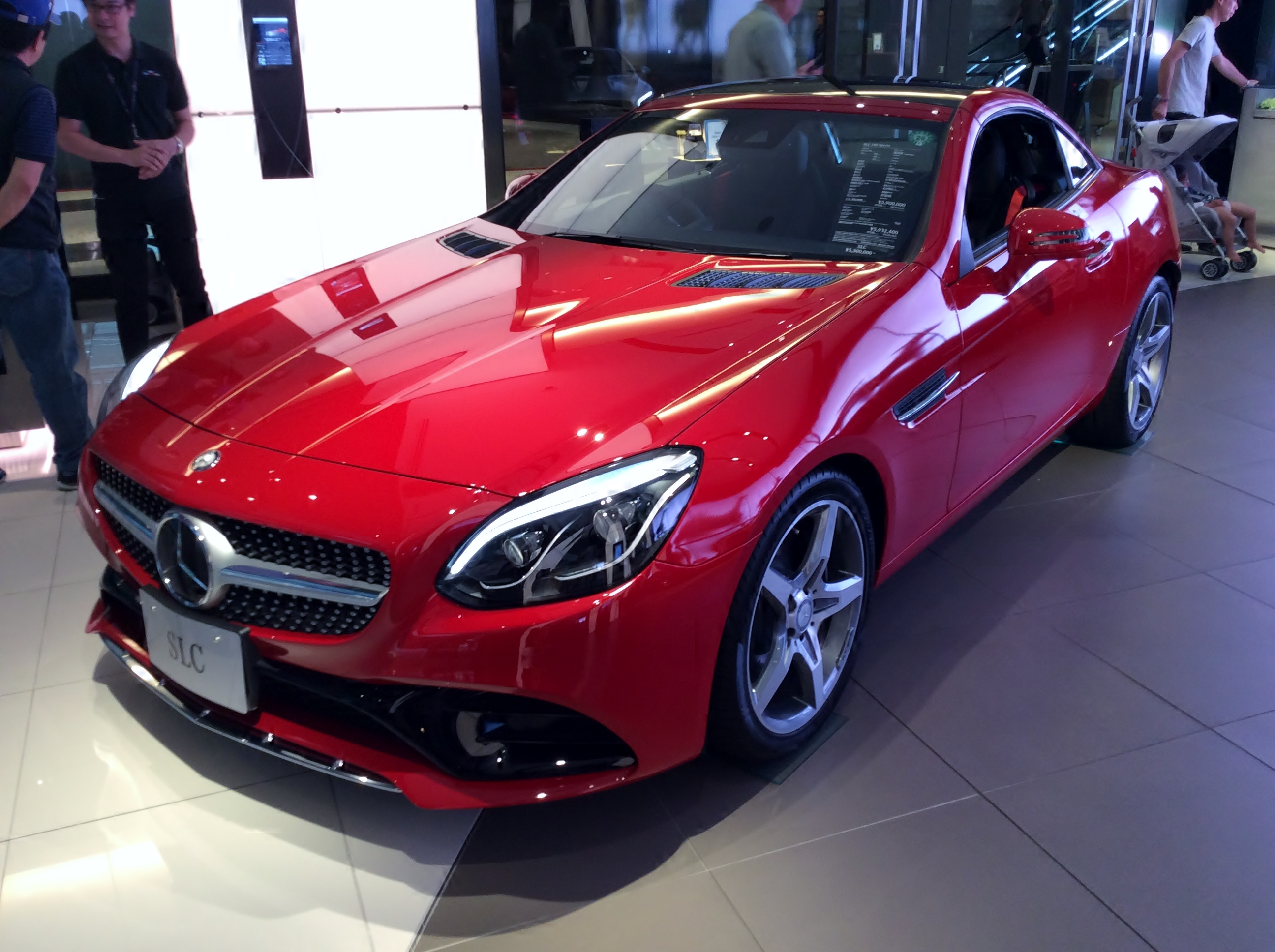
SLC-klass 2016
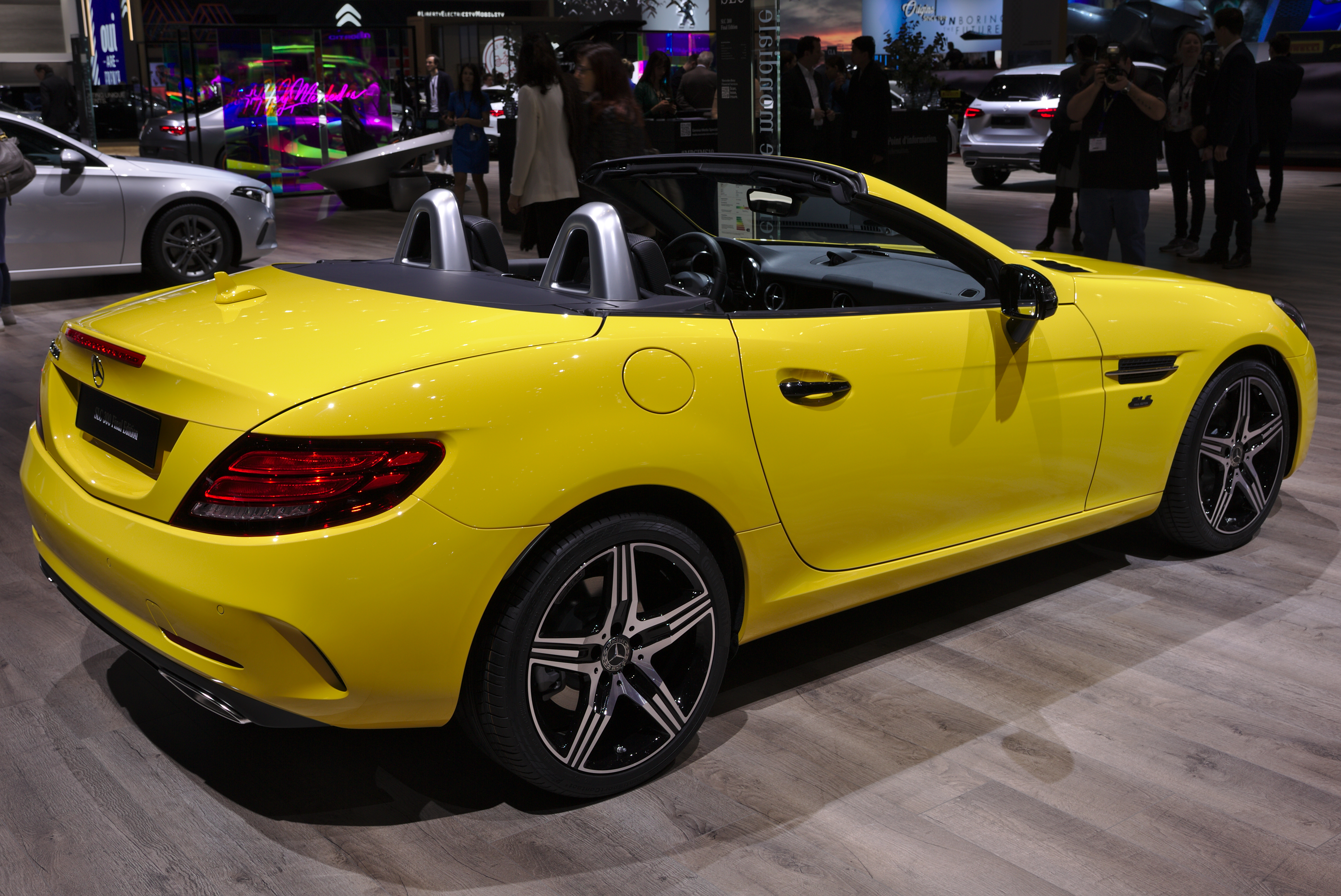
SLC 300 Final Edition